# Jarkko Lahti
Jarkko Santeri Lahti (* 1978 in Kokkola) ist ein finnischer Schauspieler.

## Leben
Jarkko Lahti absolvierte 2002 sein Schauspielstudium an der Theaterakademie Helsinki. Bereits während seines Studiums debütierte er in einer kleinen Nebenrolle in dem im Jahr 2000 ausgestrahlten Fernsehfilm Sotamies Jokisen vihkiloma. In den folgenden Jahren spielte er hauptsächlich in Fernsehproduktionen mit. Seinen Durchbruch hatte er mit der Darstellung des finnischen Boxers Olli Mäki in dem von Juho Kuosmanen inszenierten Sportdrama Der glücklichste Tag im Leben des Olli Mäki, für das er mit einem Jussi als Bester Hauptdarsteller ausgezeichnet wurde.

## Filmografie (Auswahl)
- 2000: Sotamies Jokisen vihkiloma
- 2016: Der glücklichste Tag im Leben des Olli Mäki (Hymyilevä mies)
- 2017: Unknown Soldier – Kampf ums Vaterland (Tuntematon sotilas)
- 2018: Arctic Circle – Der unsichtbare Tod (Ivalo, Fernsehserie, eine Folge)
- 2019–2020: Zimmer 301 (Huone 301, Fernsehserie, sechs Folgen)
- 2020: Viimeiset
- 2022–2023: Alle Sünden (Kaikki synnit, Fernsehserie, sechs Folgen)
- 2022: Die Geschichte vom Holzfäller (Metsurin tarina)
- 2023: Jeʹvida
- 2023: Franky Five Star